# West Ham United Football Club
Il West Ham United Football Club, meglio noto come West Ham United o più semplicemente come West Ham, è una società calcistica inglese con sede nel distretto londinese di Newham, più precisamente nel quartiere di Stratford. Milita in Premier League, la massima divisione del campionato inglese di calcio. Disputa le partite casalinghe al London Stadium, impianto da 60 000 posti a sedere che nel 2016 ha sostituito il Boleyn Ground, sede delle gare interne dal 1904.
Fu fondato il 29 giugno 1895 come Thames Iron Workers Football Club, prima di assumere l'attuale denominazione il 5 luglio 1900 in ricordo del toponimo di uno dei due borghi (West Ham e East Ham) uniti nel nuovo Newham. I giocatori e i sostenitori del club sono soprannominati Hammers (Martelli) per via della presenza di una coppia di tali utensili nel logo della squadra. Il club è spesso chiamato The academy of football (L'accademia del calcio) per via della grande tradizione e qualità del suo settore giovanile, ma i tifosi preferiscono riferirsi alla squadra con il soprannome di Irons, dal nome originale del club. I colori sociali del club sono il bordeaux e l'azzurro.
Mai vincitore del campionato inglese, il West Ham fu un serio contendente al titolo una sola volta, nella stagione 1985-1986. Ha trascorso gran parte della propria storia in massima serie (First Division e successivamente Premier League). Tra le vittorie più significative vanta tre FA Cup (nel 1963-1964, nel 1974-1975 e 1979-1980), un Charity Shield (nel 1964), una Coppa delle Coppe (nel 1964-1965), una Coppa Intertoto (nel 1999) e una Europa Conference League (nel 2022-2023). Il West Ham è, insieme a Real Saragozza, Parma, Atalanta e Villarreal, uno dei cinque club europei ad aver vinto una competizione UEFA senza mai essersi aggiudicato il titolo di campione nazionale.
Il club ha anche una sezione femminile, il West Ham United FC Women (già LFC) che compete anch'esso in prima divisione.

## Storia

### Dalla fondazione agli anni '50

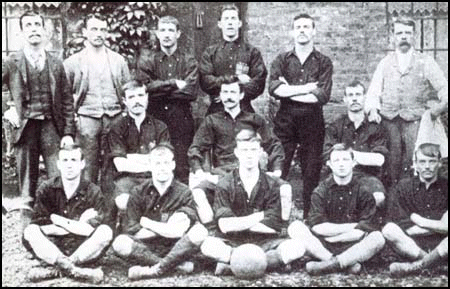
I Thames Ironworks, precursori del West Ham

Il club fu fondato nel 1895 dal filantropo Arnold Hills, direttore del cantiere navale londinese Thames Ironworks, come dopolavoro per i suoi operai. La squadra fu iscritta alla London League, che vinse nel 1898. L'anno dopo fu iscritta alla Seconda Divisione del campionato semi-professionistico della Southern League, vinse nuovamente il campionato e giocò per la prima volta le partite casalinghe al Memorial Grounds, nel quartiere di Canning Town. A quel punto, affinché la squadra fosse competitiva in Prima Divisione, si rese necessario l'ingaggio di calciatori professionisti. Il Thames Iron Works F.C. fu quindi sciolto nel giugno del 1900 e un mese dopo (esattamente il 5 luglio) fu costituito il West Ham United. In quell'occasione fu deciso che i colori sociali fossero il bordeaux e l'azzurro (claret and blue).
Il West Ham giocò la sua prima partita ufficiale il 1º settembre 1900, sul campo di casa. Davanti a 2.000 spettatori, gli Hammers batterono il Gravesend 7-0 grazie ai quattro gol dello scozzese volante Billy Grassam (compreso il primo gol della storia del club, al 5° di gioco), alla doppietta di Jimmy Reid e al gol di Fergus Hunt.
Il 2 settembre 1904 gli Hammers disputarono la loro prima partita casalinga al The Castle, un campo allora appena costruito il cui ingresso è su Green Street, la via principale del quartiere di Upton Park, e dove il West Ham ha giocato ininterrottamente fino al 10 maggio 2016. Nella sua prima partita in questo stadio il West Ham batté 3-0 il Millwall con tripletta di Billy Bridgeman.
Nel 1919 la Football League riprese la disputa dei propri campionati dopo una pausa di quattro anni dovuta alla prima guerra mondiale. La nuova organizzazione previde l'espansione della Prima e della Seconda divisione da 18 a 22 squadre. Al West Ham fu permesso di iscriversi al campionato di Seconda Divisione per la stagione 1919/20.
Il 30 agosto 1919, gli Hammers esordirono nella nuova lega accogliendo il Lincoln City davanti a 20.000 spettatori. Il risultato finale fu di 1-1, con il City che passò in vantaggio grazie ad un rigore trasformato da Chesser e il pareggio dell'esordiente Jim Moyes. A fine stagione gli Hammers si ritrovarono settimi in classifica. Con 21 reti il capocannoniere della squadra fu Syd Puddefoot, l'idolo dei tifosi, ceduto un anno dopo al Falkirk per ben 5 000 sterline.

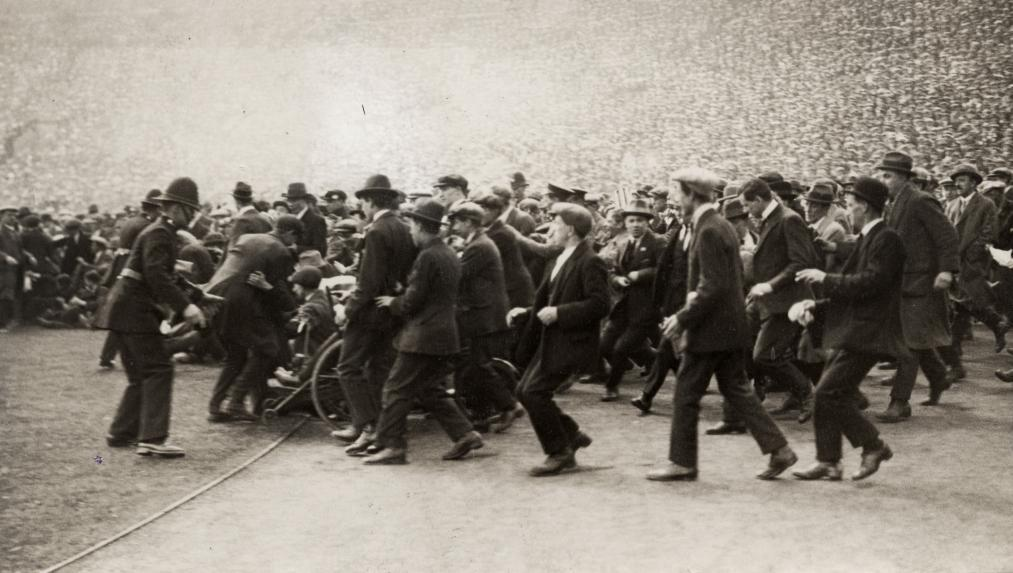
L'incredibile folla che assistette nel 1923 a Wembley alla finale contro il Bolton e che spesso straripò in campo

Il 28 aprile 1923 si calcola ci fossero almeno 200 000 spettatori a Wembley per assistere alla prima finale di FA Cup giocata in quello stadio. Fu una prima anche per il West Ham, mai giunto alla Finale di FA Cup in precedenza. Il trofeo lo alzò però il Bolton, che vinse per 2-0 una partita spesso interrotta dallo straripare della massa di spettatori sul terreno di gioco. Il West Ham concluse comunque la stagione 1922/23 vincendo il campionato di Seconda Divisione e guadagnandosi così per la prima volta la promozione nella massima serie.
Il 1º maggio 1923 il West Ham fu la prima squadra inglese ad andare a giocare una partita di calcio in Germania dopo la prima guerra mondiale.
L'esperienza degli Hammers in First Division iniziò con un pareggio a reti inviolate sul campo del Sunderland, una settimana prima di battere l'Arsenal per 1-0 nell'esordio casalingo del campionato 1923/24.
Il West Ham riuscì a disputare ben 9 campionati consecutivi in First Division, prima di retrocedere al termine della stagione 1931/32. Nel 1933 il West Ham riuscì comunque ad arrivare fino alle semifinali della FA Cup, dove fu sconfitto per 1-0 dall'Everton.
Con lo scoppio della seconda guerra mondiale la Football League fu nuovamente sospesa, dal 1939 al 1946, periodo nel quale il West Ham giocò in vari campionati regionali e vinse la Football League War Cup battendo in finale il Blackburn Rovers con il punteggio di 1-0.
La stagione 1956/57 è quella in cui si può far risalire l'inizio della grande tradizione del vivaio del West Ham. La squadra giovanile arrivò infatti fino alla finale della FA Youth Cup, perdendo però in una gara di andata e ritorno con il Manchester United con il punteggio complessivo di 8-2.
Nella stagione successiva 1957/58 il West Ham riconquistò un posto in First Division vincendo il campionato e realizzando ben 101 gol in 42 partite.
Nel corso della stagione 1958/59, la prima disputata in massima serie dal lontano 1932, esordì in Prima Squadra l'8 settembre 1958 Bobby Moore, il più forte giocatore che abbia mai vestito la maglia del West Ham nella sua storia.
Nella stagione successiva, la squadra giovanile raggiunse nuovamente la finale della FA Youth Cup, uscendone sconfitta dai Bristol Rovers con il punteggio complessivo di 2-1.

### Ron Greenwood e John Lyall: giorni di gloria

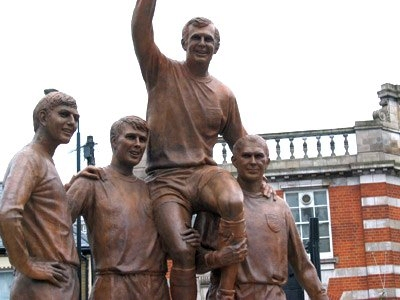
Geoff Hurst, Martin Peters, Bobby Moore e Ray Wilson commemorati da una statua davanti allo stadio.

Ron Greenwood divenne l'allenatore del West Ham nel corso dell'estate 1961, dopo le dimissioni del suo predecessore Ted Fenton. Nel marzo dell'anno successivo, Greenwood acquistò dal Crystal Palace l'attaccante John Byrne al prezzo di 65.000 sterline, che allora rappresentò la cifra più alta mai pagata in Inghilterra per il trasferimento di un calciatore. Fu un segnale di come il West Ham stesse tentando di salire un altro gradino nella gerarchia del calcio inglese.
Nella stagione 1963/64, con una squadra che poteva contare su molti prodotti del vivaio che nell'estate precedente aveva finalmente vinto la FA Youth Cup, il West Ham arrivò per la seconda volta nella sua storia alla finale di FA Cup. In una partita al cardiopalma giocata contro il Preston North End, gli Hammers andarono sotto dopo soli 10 minuti di gioco ma pareggiarono una manciata di minuti dopo. Il Preston North End segnò ancora alla fine del primo tempo ma Geoff Hurst pareggiò all'inizio della ripresa. In un concitato finale, Ronnye Boyce segnò il gol vincente a 5 minuti dalla fine. Bobby Moore salì i famosi gradini dello stadio di Wembley per alzare al cielo la prima FA Cup vinta dal West Ham.
La scena si ripeterà esattamente un anno dopo, quando il West Ham raggiunse la finale della Coppa delle Coppe, disputata proprio nello stadio londinese. Gli avversari sono i tedeschi del Monaco 1860 e in campo è la fame di vittoria più che la tattica a farla da padrona. La doppietta di Alan Sealey negli ultimi venti minuti di gioco regala la vittoria agli Hammers.
Nell'estate del 1966, Bobby Moore salì quei gradini per il terzo anno consecutivo. Lo scenario, questa volta, è il Campionato del Mondo vinto dall'Inghilterra 4-2 nella contestatissima finale contro la Germania Ovest. Ai tifosi del West Ham piace sempre ricordare che furono gli Hammers a sconfiggere i tedeschi: tripletta di Geoff Hurst, gol di Martin Peters e Bobby Moore: tutti giocatori degli Irons.
Negli anni successivi, la squadra navigò quasi sempre a metà classifica. I giocatori arrivarono e partirono, e anche il famoso trio del Mondiale 66 venne ceduto ad altre squadre. Alla fine della stagione 1973/74, Greenwood lasciò il posto di allenatore al suo assistente John Lyall per passare dietro la scrivania da General Manager (e più tardi guidare la nazionale, dal 1977 al 1982).
Pur rimanendo sostanzialmente anonimo in campionato, il nuovo West Ham di Lyall raggiunse la finale di FA Cup. In una partita ricca di emozioni per i tifosi, gli Hammers affrontarono il Fulham guidato in campo da Bobby Moore. Doppietta di Alan Taylor e vittoria per il West Ham.
Nella stagione successiva, gli Hammers fanno nuovamente strada in Europa fino alla finale della Coppa delle Coppe: a Bruxelles, però, prevale l'Anderlecht per 4-2.
Dopo le ultime scintille europee, il cammino del West Ham prese una china negativa e la squadra finì per retrocedere al termine della stagione 1977/78. Rimase in Seconda Divisione per tre stagioni, nel corso delle quali divenne la seconda squadra non della massima serie a vincere la FA Cup. Accadde il 10 maggio 1980, quando gli Hammers affrontarono l'Arsenal detentore del trofeo. Il gol di destro di Trevor Brooking che ha deciso la partita è stato raccontato con grande enfasi ed efficacia dal tifoso dei Gunners Nick Hornby nel suo libro Febbre a 90’.
Tornato in Prima Divisione, il West Ham fu protagonista di alcune stagioni difficili, a causa delle ristrettezze economiche in cui il club si trovava. Nel 1984/85, la squadra si salvò per soli due punti.
L'anno successivo, invece, dopo un cattivo inizio di stagione, la squadra guidata dagli attaccanti Tony Cottee e Frank McAvennie e dal centrocampista Alan Devonshire lottò per il titolo fino alla penultima giornata. Alla fine, gli Hammers furono terzi in classifica, dietro il Liverpool campione e l'Everton.
La squadra non seppe più ripetersi a quei livelli, per colpa anche di una lunga serie di infortunati eccellenti e per la mancanza di acquisti adeguati, e al termine della stagione 1988/89 il West Ham retrocesse nuovamente in Seconda Divisione. John Lyall venne esonerato.

### L'era di Billy Bonds

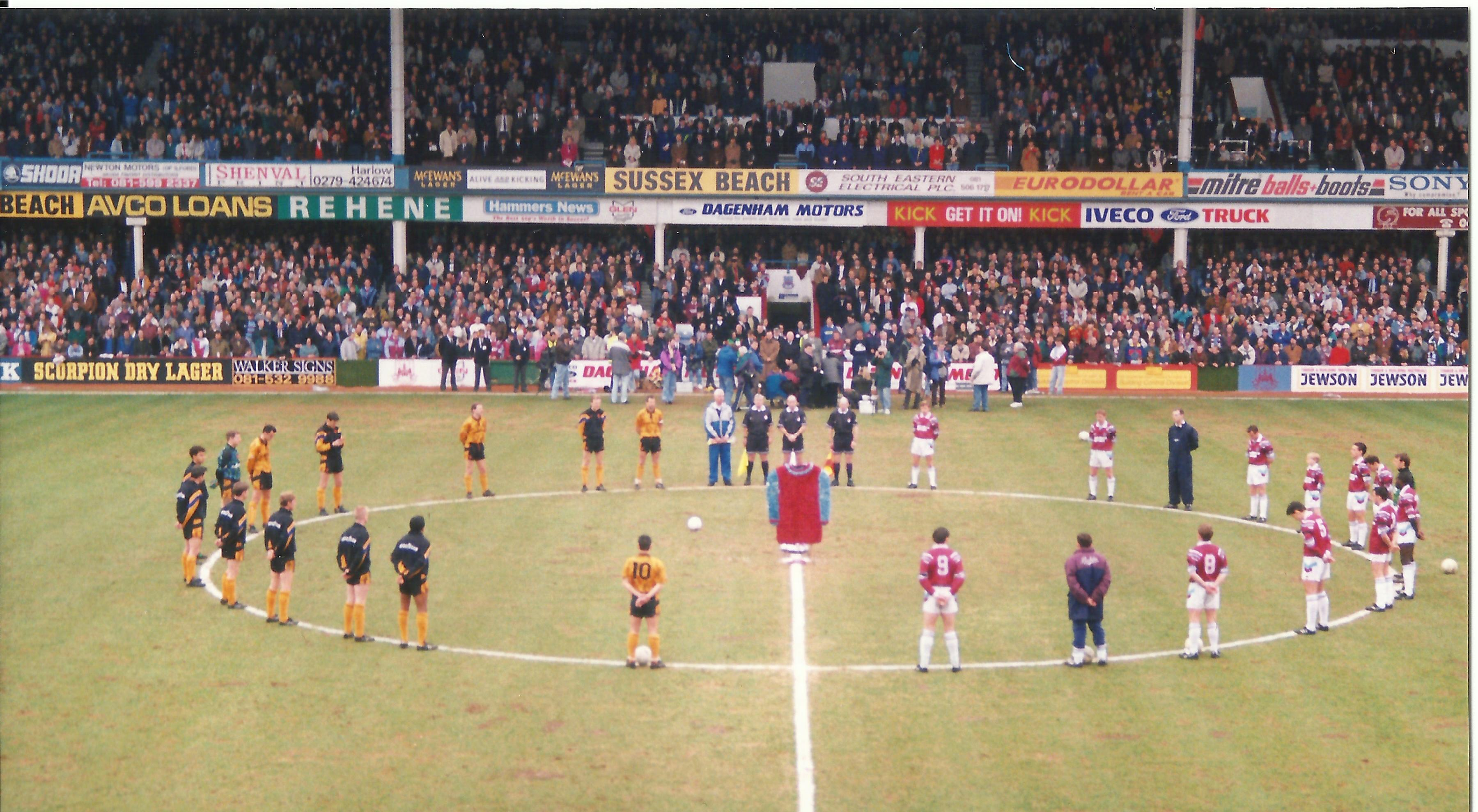
Il West Ham in campo contro il Wolverhampton nel 1993 durante il minuto di silenzio per la morte di Bobby Moore

Il posto di Lyall fu preso da Lou Macari prima della stagione 1989-1990. Lou Macari si dimise però il 20 febbraio 1990, in modo da potersi difendere meglio dalle accuse di irregolarità finanziarie di cui si sarebbe macchiato nel suo club precedente, lo Swindon Town. Il posto di allenatore del West Ham fu preso dall'allenatore della squadra giovanile Billy Bonds, la cui prima stagione alla guida della squadra (1990-1991) passò attraverso 19 partite consecutive senza sconfitte e terminò con un secondo posto in Seconda Divisione e la promozione in Prima.
Ma per tutta la stagione 1991-1992, il West Ham faticò a tenere il passo delle avversarie e a fine campionato occupò l'ultima posizione, venendo così retrocesso e mancando quindi la partecipazione alla prima edizione della neo-costituita Premier League.
Durante l'estate del 1992 Terence Brown divenne presidente del West Ham, e la squadra riguadagnò un posto nella massima serie al primo tentativo, arrivando seconda nella nuova Prima Divisione del 1992-1993. Nella stagione successiva, il West Ham ottenne la salvezza ma il 10 agosto 1994 Billy Bonds si dimise. Il suo posto fu preso da Harry Redknapp, nominato vice-allenatore solo un anno prima.

### Harry Redknapp: un periodo di consolidamento
Una delle prime mosse di Harry Redknapp come manager del West Ham fu di nominare suo cognato Frank Lampard Sr come assistente allenatore e quindi riprendere la punta Tony Cottee dall'Everton. Acquistò anche il centrocampista Don Hutchison dal Liverpool e il difensore Julian Dicks, e riprese l'attaccante Iain Dowie dal Southampton. Il West Ham riuscì a salvarsi nuovamente nel 1994-95 e giocò un ruolo importante nella drammatica ultima giornata di quella stagione, bloccando sull'1-1 il Manchester United all'Upton Park e negando così ai diavoli rossi il terzo titolo consecutivo.
L'anno successivo il West Ham si piazzò al decimo posto, ma la stagione 1996-97 fu minata dagli acquisti sbagliati del centravanti rumeno Florin Răducioiu e del centrocampista portoghese Paulo Futre. Răducioiu fu rispedito all'Espanyol dopo soli sei mesi, con 2 gol segnati in 11 partite, mentre Futre ebbe il tempo di giocare solo una gara ufficiale come titolare prima di iniziare una lunga serie di problemi al ginocchio e annunciare il suo ritiro. Redknapp seppe comunque ottenere il massimo dai giocatori rimasti, e grazie anche all'acquisizione del ventunenne attaccante dell'Arsenal John Hartson e alla sua ottima partnership con Paul Kitson la squadra ottenne una confortevole salvezza.
Nel 1997-98, il West Ham chiuse la stagione all'ottavo posto grazie soprattutto alle ottime prestazioni all'Upton Park: 13 vittorie, 4 pareggi e 2 sole sconfitte con 40 gol segnati. Le cose migliorarono ancora nella stagione successiva, con gli Hammers che terminarono il campionato al quinto posto – il secondo miglior risultato di tutti i tempi – nonostante seri problemi di spogliatoio che coinvolsero Hartson e il trequartista israeliano Eyal Berkovic, ma grazie anche alla verve del neo-acquisto Paolo Di Canio. Il criterio di assegnazione dei posti in Coppa UEFA obbligò il West Ham a partecipare all'Intertoto, nella cui doppia finale batté il Metz. Il cammino europeo degli Hammers si fermò però al secondo turno di Coppa UEFA, dove la squadra non riuscì a superare la Steaua Bucarest.
Negli anni successivi le prestazioni della squadra andarono progressivamente calando, anche a seguito della cessione al Leeds del difensore centrale Rio Ferdinand per quello che all'epoca fu l'acquisto più costoso del calcio inglese: 18 milioni di sterline. Nella stagione 2000-01 il West Ham finì al quindicesimo posto, la peggior prestazione nella storia della Premiership, ma prima dell'ultima di campionato Redknapp lasciò il posto di allenatore probabilmente dopo una lite con il Presidente riguardante i fondi disponibili per l'acquisizione di nuovi giocatori.
Pur non essendo eccezionale nell'impostazione tattica della squadra, Redknapp ebbe un ruolo importantissimo nel tenere a galla il West Ham in un periodo in cui il piccolo stadio non poteva offrire alla società la possibilità di competere con i grandi club. La grande capacità di Redknapp di operare sul mercato calcistico alla ricerca di talenti sottovalutati fu uno dei motivi principali del suo successo, ma fu anche la ragione che spinse Brown a chiudere i cordoni della borsa, dopo i pessimi acquisti delle due stagioni precedenti. Per l'ultima di campionato, la sconfitta 2-1 sul campo del Middlesbrough, la squadra venne guidata dall'allenatore della Squadra Riserve, Glenn Roeder.

### Le stagioni di Glenn Roeder
Vennero fatti diversi nomi importanti per il posto di allenatore del West Ham, nel corso dell'estate 2001. L'ex giocatore degli Hammers Alan Curbishley, che aveva saputo ricostruire il Charlton dentro e fuori del campo da quando ne era diventato il manager nel 1991, fu indicato da molti come il candidato numero uno ma si disse non interessato. Steve McClaren, che era stato assistente di Alex Ferguson nei tre titoli consecutivi vinti dal Manchester United (compreso il 1999 con la tripletta Campionato–Coppa–Champions League), preferì diventare allenatore del Middlesbrough. La dirigenza decise alla fine di affidare il posto allo stesso Glenn Roeder, attirandosi così le critiche dei tanti che ritenevano Roeder l'uomo sbagliato, compreso Paolo Di Canio.
Nella stagione 2001/02, il West Ham ebbe una partenza lenta e i tifosi cominciarono subito a chiedere a gran voce l'esonero di Roeder. La squadra, però, rispose positivamente e a fine campionato si ritrovò con un insperato settimo posto.
Anche nel 2002-03 il West Ham partì male, e questa volta Roeder fu incapace di aggiustare le cose. In realtà, se nella seconda giornata gli Hammers fossero stati in grado di capitalizzare il vantaggio di due gol contro l'Arsenal invece di farsi raggiungere da Wiltord e da un gol di Thierry Henry, la stagione avrebbe probabilmente preso tutta un'altra piega. Invece, dopo il 4-0 rimediato sul campo del Newcastle Utd e quel 2-2, il West Ham infilò tre sconfitte consecutive e non riuscì a vincere una partita all'Upton Park fino alla fine di gennaio (2-1 sul Blackburn). Da lì le cose migliorarono leggermente, ma verso la fine campionato – con Sunderland e West Bromwich già virtualmente in Prima Divisione – la lotta per non retrocedere era tra il West Ham e il Bolton. Lo scontro diretto vide vincitori i Wanderers, e anche se nelle ultime quattro partite gli Hammers riuscirono a raccogliere 10 dei 12 punti disponibili, i 42 punti complessivi non bastarono a salvarsi. Da quando esiste la Premiership, nessuna squadra che fosse ultima in classifica a Natale (come il West Ham 2002/03) era mai riuscita a salvarsi; ma d'altra parte il West Ham fu la prima squadra a cui non bastarono 40 o più punti per salvarsi.
La retrocessione costrinse la società a cedere alcuni dei pezzi pregiati della squadra per evitare di finire in amministrazione controllata. Il trequartista Joe Cole e il terzino destro Glen Johnson finirono al Chelsea, gli attaccanti Jermaine Defoe e Frédéric Kanouté al Tottenham. Paolo Di Canio fu lasciato libero.

### L'era di Alan Pardew

#### La prima stagione
Pur partendo da grande favorito, il West Ham cominciò la stagione 2003-2004 in modo altalenante (una vittoria per 2-1 contro il Preston N.E., un pareggio per 0-0 contro lo Sheffield Utd e una sconfitta per 0-1 contro il Template:Calcio Rotherham). Il 24 agosto 2003, in seguito alla sconfitta contro il Template:Calcio Rotherham, Glenn Roeder venne esonerato e sostituito ad interim da Trevor Brooking. Il 29 settembre seguente gli Hammers tornarono a giocare il derby contro gli storici rivali del Millwall per la prima volta dopo dieci anni; la partita, disputatasi al Boleyn Ground, terminò con il punteggio di 1-1 (rete di David Connolly). Nel frattempo la società cercò di mettere sotto contratto il manager Alan Pardew, che però in quel momento era in carica al Reading. Il presidente dei Royals rifiutò le dimissioni di Pardew e portò la questione in arbitrato davanti alla Football Association (FA), che impose all'allenatore di rimanere al Reading fino ad ottobre. Pardew fece il suo esordio sulla panchina del West Ham il 22 ottobre, con un pareggio casalingo per 1-1 contro il Nottingham Forest. Nel mese di gennaio il club operò molto sul mercato per cercare di adattare la rosa della squadra alle idee tattiche dell'allenatore. Alla fine gli Hammers chiusero il campionato al 4º posto con 74 punti, qualificandosi così per i play-off. In semifinale la squadra di Pardew affrontò l'Ipswich Town, 5º classificato in First Division, perdendo per 0-1 la partita di andata ma ribaltando il risultato al Boleyn Ground (2-0). La finale del 29 maggio 2004 oppose il West Ham al Crystal Palace, guidato in panchina dall'ex Iain Dowie: un errore del portiere Stephen Bywater al 61º minuto di gioco permise al capitano del Crystal Palace, Neil Shipperley, di segnare il gol dell'1-0 decisivo, che condannò gli Hammers alla sconfitta e permise alle Eagles di ottenere la promozione in Premier League.

#### La promozione in Premier League
Nonostante la finale dei play-off raggiunta pochi mesi prima e gli acquisti estivi degli attaccanti Teddy Sheringham e Serhij Rebrov, la stampa locale e buona parte dei tifosi del West Ham dimostrarono di non avere alcuna fiducia in Alan Pardew. Durante la stagione 2004-2005 le presenze di pubblico al Boleyn Ground calarono drasticamente e i risultati ne risentirono. Al termine di un'annata anonima, la squadra chiuse il campionato al 6º posto con 73 punti, raggiungendo i play-off grazie soprattutto alle buone prestazioni messe in mostra negli ultimi due mesi della regular season. In semifinale gli Hammers incontrarono di nuovo l'Ipswich Town, come accaduto nella stagione precedente, pareggiando per 2-2 al Boleyn Ground ed espugnando Portman Road per 2-0. In finale la squadra di Pardew trovò il Preston N.E.: il 30 maggio 2005, al Millennium Stadium di Cardiff (Galles), il West Ham vinse per 1-0 grazie ad un gol di Bobby Zamora al 57º minuto di gioco, facendo così ritorno in Premier League dopo soli due anni di assenza.

#### La finale di FA Cup e la qualificazione in Coppa UEFA
Le quote iniziali della stagione 2005-2006 indicavano il West Ham come principale candidato alla retrocessione in Championship, insieme alle altre due formazioni neopromosse (Sunderland e Wigan), e Alan Pardew veniva considerato l'allenatore più a rischio esonero. Tuttavia la società si mosse con intelligenza durante il calciomercato, rinforzando la squadra senza effettuare acquisti azzardati e senza la necessità di dover vendere i calciatori più importanti della rosa. Gli Hammers si resero così protagonisti di un ottimo campionato, chiuso al 9º posto con 55 punti, e raggiunsero la finale di FA Cup, poi persa ai calci di rigore contro il Liverpool, che gli garantì la qualificazione alla Coppa UEFA.

#### L'esonero
Nonostante gli acquisti degli argentini Carlos Tévez e Javier Mascherano, l'inizio della stagione 2006-2007 è caratterizzato dall'eliminazione nel turno preliminare di Coppa UEFA a opera della squadra italiana del Palermo e dall'eliminazione al primo turno della Carling Cup per mano del Chesterfield, con la squadra che non riesce a risollevarsi dalle ultime tre posizioni della classifica della Premier League.

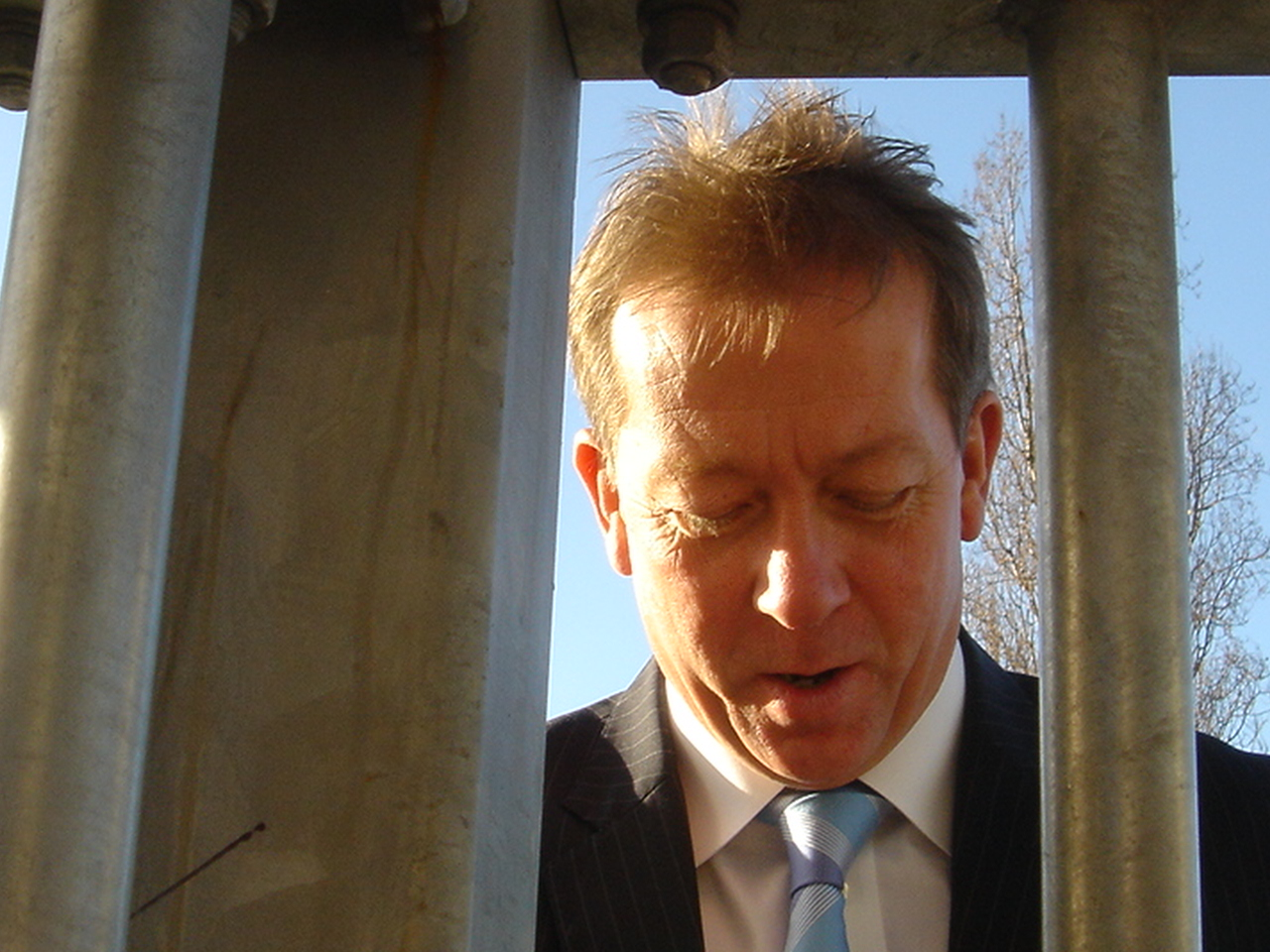
Alan Curbishley

Il 26 novembre 2006 il club è stato acquistato da un consorzio islandese capeggiato dall'imprenditore Eggert Magnusson, che dopo appena due settimane decide di esonerare Pardew, il giorno dopo la sconfitta 4-0 contro il Bolton. Il posto di allenatore viene dato all'ex giocatore del West Ham ed ex manager del Charlton Alan Curbishley.

### La gestione Curbishley
Dopo un inizio estremamente faticoso, Curbishley riuscì a motivare i giocatori nel modo giusto e nel mese di marzo 2007 la squadra si mise sulla strada giusta. Trascinato da Carlos Tévez, il West Ham raccolse 7 vittorie nelle ultime 9 partite di campionato, tra cui una vittoria per 1-0 contro l'Arsenal, e raggiunse un'incredibile salvezza vincendo all'ultima giornata sempre per 1-0 sul campo del Manchester Utd Campione d'Inghilterra; questo evento viene ricordato dai tifosi come "The Great Escape".
Quello del 2007-2008 è stato un campionato di transizione per gli Hammers, che, decimi classificati prima della sosta natalizia, sono rimasti in quella posizione fino a tre giornate dalla fine del torneo, per poi chiudere il campionato tornando al decimo posto. Il cammino in Premier League, di medio livello, è stato caratterizzato da alcune vittorie di prestigio contro Manchester United e Liverpool e da una goleada esterna contro il Derby County. A ciò si è aggiunta una serie di buone partite in League Cup, dove la squadra è stata eliminata ai quarti di finale dall'Everton. In questa stagione Magnusson ha lasciato il comando del club a Björgólfur Guðmundsson, secondo uomo più ricco di Islanda.

### La gestione Zola

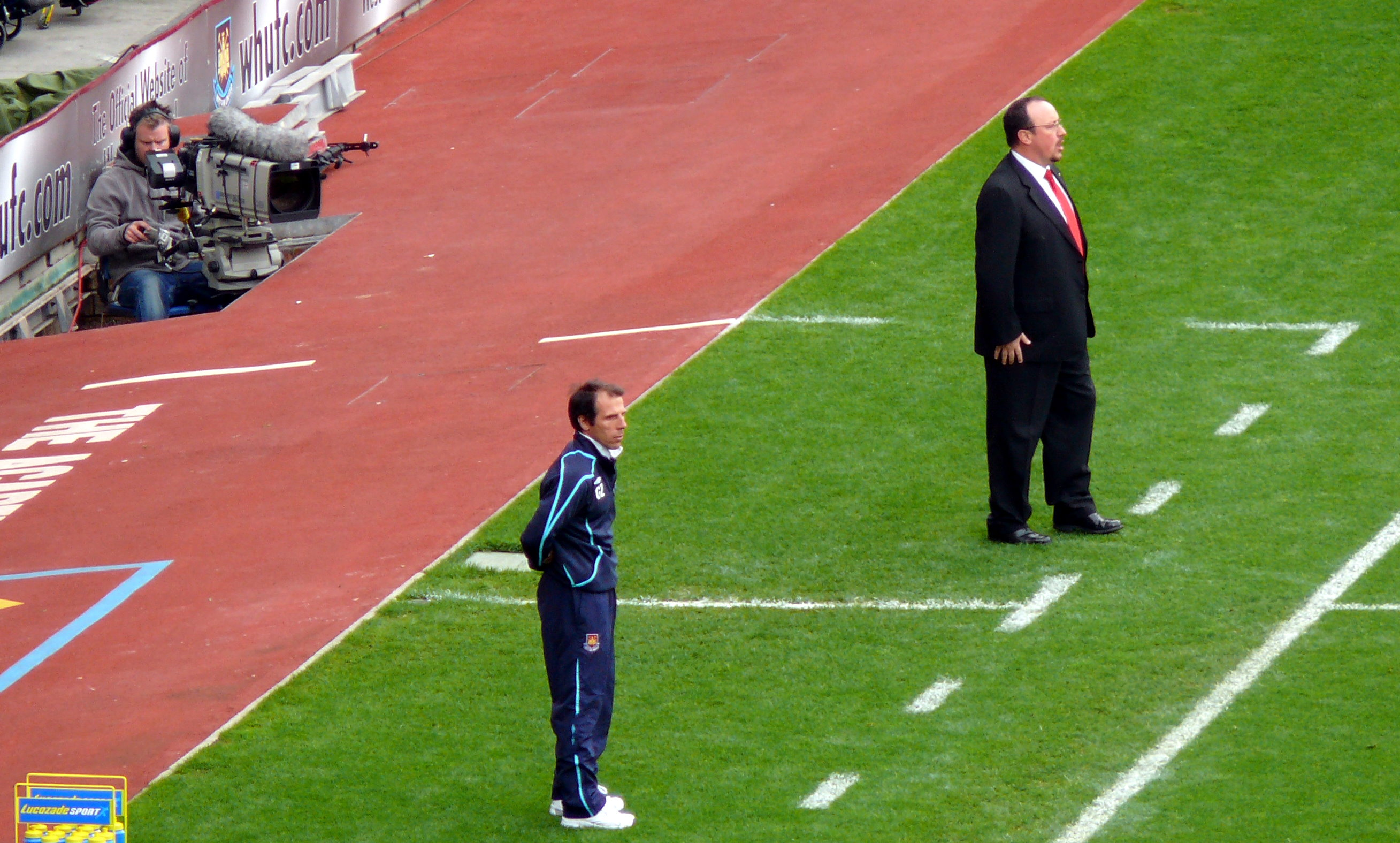
Zola mentre dirige il West Ham dalla panchina

A poche giornate dall'inizio della stagione 2008-2009 Curbishley si è dimesso. Il direttore sportivo Gianluca Nani, entrato in carica nel giugno 2008, ingaggia al suo posto il connazionale Gianfranco Zola, alla sua prima esperienza da allenatore in un club. Il tecnico italiano ha condotto il club ad una brillante seconda parte di stagione culminata nel nono posto finale, nonostante a Natale la squadra sopravanzasse la zona retrocessione di un solo punto. Nel frattempo, la società è passata di nuovo di mano, prima alla CB Holding, poi a due imprenditori inglesi, David Gold e David Sullivan.
Nel 2009-2010 il club ha lottato costantemente per la salvezza, riuscendo poi ad assicurarsi la permanenza in Premier League con due giornate di anticipo, grazie alla vittoria interna per 3-2 contro il Wigan. I 35 punti guadagnati in 38 partite, 7 in meno dell'annata precedente, non sono bastati ad evitare l'esonero di Zola, silurato due giorni dopo la fine del torneo.

### La gestione Grant
Al suo posto, il 3 giugno 2010, viene messo sotto contratto per quattro anni l'ex allenatore di Chelsea e Portsmouth Avram Grant.
Il 15 maggio 2011 il West Ham, dopo la retrocessione in Championship, esonera l'allenatore e il suo posto viene preso da Kevin Keen che guiderà la squadra nell'ultima sfida casalinga contro il Sunderland.

### La gestione Allardyce
Per la stagione 2011-2012 è nominato allenatore Sam Allardyce. La squadra londinese viene eliminata subito in entrambe le coppe nazionali da squadre di categoria inferiore. In particolare nella FA Cup esce al terzo turno perdendo per una rete a zero contro lo Sheffield Wednesday, nella Coppa di Lega viene eliminata al primo turno dall'Aldershot Town militante in quarta serie (perdendo per due reti ad una). Il campionato va decisamente meglio, con gli Hammers che chiudono la stagione regolare con 86 punti conquistati, guadagnando l'accesso ai play-off, attraverso i quali, dopo aver eliminato Cardiff City e Blackpool, riconquistano la Premier League dopo solo un anno di assenza.
Nell'estate del 2012 il West Ham ingaggia James Collins e George McCartney a titolo definitivo e Matt Jarvis e Andy Carroll in prestito. L'avvio di campionato è positivo e il 1º dicembre 2012 gli Hammers battono il Chelsea campione d'Inghilterra in carica per 3-1, issandosi momentaneamente all'ottavo posto in classifica. La stagione del ritorno in Premier League si chiude con un buon 10º posto, con un bilancio finale di 9 vittorie in casa e 3 in trasferta, dove il West Ham segna solo 11 gol (meno di tutti in Premier League 2012-2013). Il 22 marzo 2013 il club conclude un accordo per l'affitto dello Stadio Olimpico di Londra, a partire dalla stagione agonistica 2016-2017, in cambio di 15 milioni di sterline.
Nel 2013-2014 il West Ham si piazza 13º in Premier League e raggiunge la semifinale di Coppa di Lega, dove è eliminato dal Manchester City poi vincitore del trofeo. Il 18 aprile 2014 muore Dylan Tombides, calciatore delle giovanili che l'anno prima aveva esordito in League Cup con la prima squadra, deceduto a causa di un tumore ai testicoli che lo aveva colpito nel 2011.
Nel 2014-2015 gli Hammers guadagnano il 12º posto in campionato. Il 24 maggio 2015, a pochi minuti dalla fine dell'ultima partita di campionato, il club annuncia che il contratto di Allardyce non sarà rinnovato. Grazie al successo nella classifica stagionale UEFA del Fair Play il West Ham si qualifica per il primo turno preliminare di Europa League.

### La gestione Bilić, la parentesi Moyes

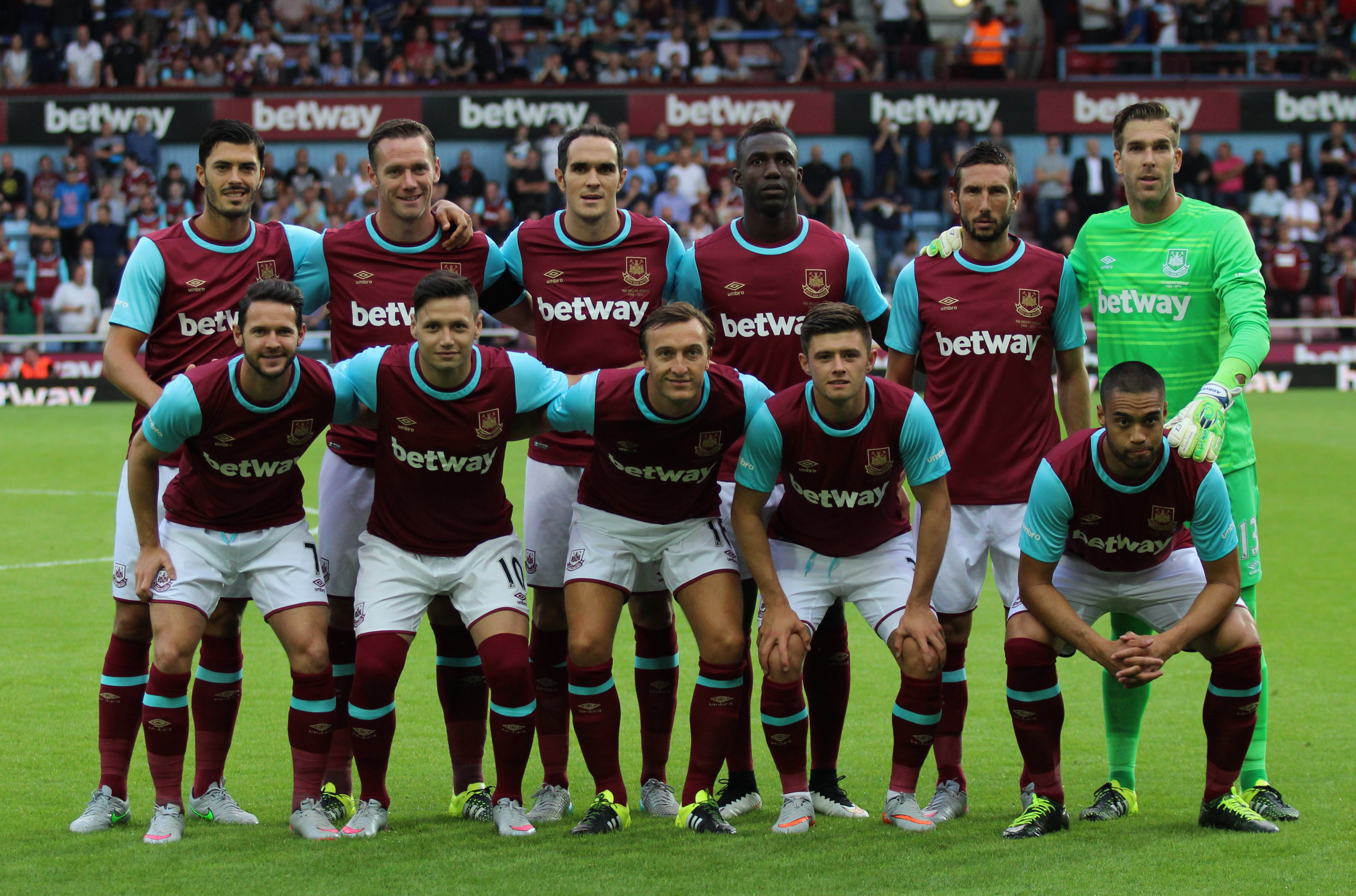
La formazione del West Ham scesa in campo in casa contro il nella Europa League 2015-2016

Nel 2015-2016 il West Ham del nuovo allenatore Slaven Bilić, ingaggiato il 9 giugno 2015, ottiene importanti risultati come la prima vittoria ad Anfield Road contro il Liverpool dopo 52 anni (3-0) alla quarta giornata di campionato, il maggior numero di punti nella sua storia in Premier League (62), il maggior numero di gol segnati (65), il minor numero di sconfitte (8) e il minor numero di sconfitte fuori casa in Premier League (5). Il 7º posto finale, abbinato alla vittoria della FA Cup da parte del Manchester Utd (già qualificato in Europa League grazie al piazzamento in campionato), consente agli Hammers di qualificarsi per l'Europa League. In Europa League il West Ham, dopo aver eliminato Lusitans e Birkirkara rispettivamente nel primo e nel secondo turno preliminare, esce di scena nel terzo turno, eliminato dai rumeni dell'Astra Giurgiu.
In Europa League 2016-2017, dopo aver eliminato il Domžale nel terzo turno preliminare, gli Hammers sono eliminati per la seconda stagione consecutiva dall'Astra Giurgiu nel play-off. Nell'agosto 2016 André Ayew diviene l'acquisto più costoso nella storia del club (20,5 milioni di sterline dallo Swansea City]). Nello stesso mese il club ingaggia Simone Zaza, prelevato dalla Juventus in prestito oneroso per 5 milioni di sterline con obbligo di riscatto a 20 ulteriori milioni di sterline in caso di raggiungimento di un numero prefissato di presenze in campo. La squadra termina la stagione all'undicesimo posto in Premier League.
La stagione 2017-2018 vede l'avvicendamento in panchina tra Slaven Bilić, esonerato ai primi di novembre, e David Moyes, che firma un contratto di sei mesi. Il nuovo allenatore conduce la squadra al tredicesimo posto in campionato. Il nuovo acquisto Marko Arnautović, pagato 25 milioni di sterline allo Stoke City, realizza undici gol, tutti in campionato.

### Da Pellegrini al Moyes bis, il trionfo in Conference League
Per la stagione 2018-2019 la guida tecnica viene affidata all'allenatore cileno Manuel Pellegrini, che firma un contratto triennale. Per offrire una rosa competitiva al nuovo allenatore la dirigenza si dimostra molto attiva sul mercato: fra i molti acquisti spiccano quelli di Felipe Anderson, prelevato dalla Lazio per 38 milioni di euro, divenendo così l'acquisto più costoso nella storia del club, e quello del giovane difensore francese Issa Diop dal Tolosa per 25 milioni di euro. Nella finestra invernale viene ingaggiato Samir Nasri, rimasto svincolato dopo l'esperienza all'Antalyaspor. La squadra termina la prima stagione della gestione di Pellegrini al decimo posto in campionato, fra alti e bassi.
Durante i primi giorni di giugno il club comunica che dal 1º luglio 2019 Nasri, Adrián San Miguel del Castillo e Andy Carroll lasceranno la squadra a causa del termine dei loro contratti, e annunciano che nella stessa data si unirà a loro il portiere spagnolo Roberto Jiménez Gago.
Il 14 giugno 2019 viene presentato il nuovo acquisto Pablo Fornals, prelevato per 24 milioni dal Villarreal.
Il 17 luglio 2019 il club ufficializza l'arrivo di Sébastien Haller dai tedeschi dell'Eintracht Francoforte per 45 milioni di sterline, che si traduce nell'acquisto più oneroso della storia del club.
Nella stagione 2019-2020 la squadra ottiene appena 19 punti nelle prime 19 giornate e rimedia quattro sconfitte casalinghe di fila, evento che non si verificava dal gennaio 2006, chiudendo l'anno solare al diciassettesimo posto in classifica. Pellegrini è esonerato il 28 dicembre 2019, dopo la sconfitta in casa contro il Leicester City. Al suo posto viene richiamato David Moyes, che conduce i suoi alla salvezza grazie al sedicesimo posto finale.
Nel 2020-2021 il West Ham è la più grande sorpresa del campionato e occupa per varie settimane anche il quarto posto, potendo contare su giocatori come Declan Rice, Jesse Lingard e Tomáš Souček (che segnerà 10 gol in campionato, diventando il miglior marcatore della squadra insieme a Michail Antonio); chiuderà al sesto posto, che garantisce la qualificazione alla fase a gironi dell'Europa League. Nell'annata successiva, l'ultima per il capitano di lungo corso Mark Noble, la squadra si piazza settima in campionato, qualificandosi alla Conference League, e raggiunge le semifinali dell'Europa League, dove viene eliminata dall'Eintracht Francoforte poi vincitore del trofeo. Nel 2022-2023 la squadra allenata da Moyes vince la Conference League, battendo in finale per 2-1 la Fiorentina e tornando così ad aggiudicarsi un trofeo dopo ventiquattro anni. La gestione di Moyes si chiude nel maggio 2024.

## Colori e simboli

### Stemma
Lo stemma originale rappresentava due martelli incrociati, quei martelli che si usano nei cantieri navali. Intorno al 1900, allo stemma fu aggiunto un castello che rappresentava la “Green Street House”, nota anche come “Boleyn Castle” per via del fatto che Anna Bolena ci abitò brevemente. Nello stemma, il “Boleyn Castle” è rappresentato sullo sfondo dei due martelli con la classica immagine delle torri merlettate.
Un'altra teoria afferma che il castello sia stato inserito nello stemma come ringraziamento per l'aiuto portato al club dai giocatori dell'Old Castle Swift. In ogni caso, la presenza del “Boleyn Castle” nello stemma ha portato la società a battezzare il proprio stadio con il nome di Boleyn Ground.
Dalla stagione 2016/2017, anche per via dell'abbandono del vecchio Boleyn Ground come stadio di casa, si è tornati a uno stemma contenente solo i due martelli incrociati e la scritta "West Ham United - London".

### Soprannomi

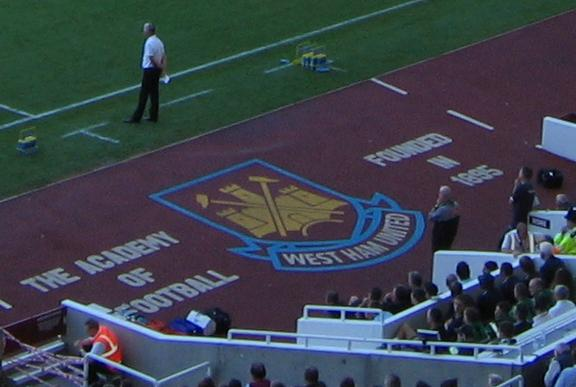
Il nomignolo fieramente mostrato allo stadio dal club

Il soprannome di “Hammers” deriva dal nome del club oltre che dai martelli incrociati rappresentati nello stemma della squadra. I mezzi di informazione si riferiscono ai giocatori definendoli Hammers anche se ai tifosi sembra piacere di più l'altro soprannome, Irons. Quest'ultimo nickname deriva dal primo nome della squadra, Thames Ironworks FC.
Il West Ham è noto anche come l'Accademia del Football, grazie alla grande reputazione che il suo settore giovanile ha saputo costruirsi negli anni e allo stile di gioco fluido che la squadra ha sempre praticato. Il soprannome fu dato al club dalla stampa degli anni sessanta.

## Strutture

### Stadio
Dal 1904 al 2016 la squadra ha disputato gli incontri interni al Boleyn Ground, noto anche come Upton Park per via della zona in cui sorgeva. Dalla stagione 2016-2017 disputa le partite interne nello Stadio Olimpico (poi ribattezzato London Stadium), inaugurato nel 2012 per i Giochi londinesi.

## Diffusione nella cultura di massa

### Cinema
Il documentario di Ian Stuttard Hooligan, prodotto nel 1985 per la televisione britannica, offre uno sguardo attento all'interno della Inter City Firm, la frangia di tifosi violenti del West Ham che terrorizzò i campi di calcio inglesi negli anni settanta e ottanta.
Nel 1988 Alan Clark diresse il film televisivo The Firm, interpretato da Gary Oldman e ispirato proprio al documentario di Stuttard. Nel film il gruppo di tifosi si chiama Inter City Crew e il West Ham non viene mai citato, anche perché la storia racconta del tentativo di costituire una banda di hooligan che segua la nazionale inglese agli Europei di Germania del 1988, ma nella camera da letto del protagonista sono chiaramente visibili poster e cimeli degli Hammers.
Il film Hooligans, diretto nel 2005 da Lexi Alexander e interpretato da Elijah Wood, racconta la storia di un gruppo di tifosi violenti del West Ham. La pellicola è ambientata nel 2005, e il gruppo di tifosi prendono il nome fittizio di Green Street Elite, chiaramente ispirata alla Inter City Firm, anche se non più attiva all'epoca dei fatti narrati.
Bobby Moore, capitano del West Ham e della nazionale inglese che vinse il mondiale del 1966, fu nel 1981 tra i protagonisti di Fuga per la vittoria di John Huston, a fianco di altri grandi calciatori come Pelé e Osvaldo Ardiles.
La squadra compare anche nel film Final Score: la location della pellicola è il vecchio stadio Boleyn Ground e la partita vede proprio la squadra giocare contro la Dynamo FC mentre un gruppo di terroristi russi riempie di esplosivo lo stadio. A salvare la situazione è Mike Knox, ex militare interpretato dall'attore ed ex wrestler Dave Bautista.
Nella serie televisiva Ted Lasso, il West Ham compare nella terza stagione come principale contendente per il titolo e rivale dell'AFC Richmond del protagonista Lasso, interpretato da Jason Sudeikis.

### Letteratura
Nella saga di Harry Potter, Dean Thomas, uno studente di Hogwarts, tifa per il West Ham.
Nel 2004 Cass Pennant, scrittore ed ex leader della ICF, ha scritto il libro Congratulazioni, hai appena incontrato la ICF, un libro che narrà la storia della firm che negli anni '70-'80 divenne famosa per i suoi atti di violenza.

### Musica
Il bassista e fondatore del gruppo Heavy metal inglese Iron Maiden, Steve Harris, è tifoso del West Ham United: sul suo strumento c'è infatti lo stemma del club e i polsini che indossa e la tracolla del basso hanno rigorosamente i colori degli Hammers. Inoltre da adolescente giocò nelle giovanili del West Ham United nel ruolo di terzino, ma abbandonò in seguito il calcio a causa della maggiore passione per la musica. Inoltre, nella copertina dell'album Somewhere in Time appare all'interno di un tabellone la scritta "LATEST RESULTS.......WEST HAM 7........ARSENAL 3", proprio in riferimento al tifo calcistico di Steve Harris.
Gruppi punk come Cock Sparrer e Cockney Rejects sono hooligan del West Ham. I Cockney Rejects hanno anche rifatto in chiave punk l'inno del West Ham I'm Forever Blowing Bubbles.

### Politica
Da sue recenti affermazioni si è appreso che l’ex presidente degli Stati Uniti d'America, Barack Obama, è tifoso degli Hammers.

## Allenatori e presidenti

### Allenatori
Nel corso della sua storia, il West Ham ha avuto solamente diciotto allenatori, una cosa unica nel mondo del calcio di primo piano. Non solo: il primo allenatore della squadra, Syd King, è rimasto in carica per trent'anni, e fino al 1989 il club ha avuto appena cinque manager.
- 1895-1902  ...
- 1902-1932  Syd King
- 1932-1950  Charlie Paynter
- 1950-1961  Ted Fenton
- 1961-1974  Ron Greenwood
- 1974-1989  John Lyall
- 1989-1990  Lou Macari
 Ronnie Boyce
- 1990-1994  Billy Bonds
- 1994-2001  Harry Redknapp
- 2001-2003  Glenn Roeder
 Trevor Brooking
- 2003-2006  Alan Pardew
- 2006-2008  Alan Curbishley
 Kevin Keen
- 2008-2010  Gianfranco Zola
- 2010-2011  Avram Grant
 Kevin Keen
- 2011-2015  Sam Allardyce
- 2015-nov. 2017  Slaven Bilić
- Nov. 2017-2018  David Moyes
- 2018-2019  Manuel Pellegrini
- Dic. 2019-2024  David Moyes
- 2024-2025  Julen Lopetegui
- Gen. 2025-  Graham Potter

### Presidenti
- 1895-2010  ...
- 2010-  David Sullivan

## Calciatori

### Dream Team
Nel libro The Official West Ham United Dream Team del 2003 si riporta il risultato del sondaggio in cui fu chiesto a 500 tifosi di elencare l'undici ideale del club. Il voto fu ristretto ai giocatori dell'epoca moderna.
| 1  | Inghilterra (bandiera) | P | Phil Parkes     |
| 2  | Scozia (bandiera)      | D | Ray Stewart     |
| 3  | Inghilterra (bandiera) | D | Julian Dicks    |
| 4  | Inghilterra (bandiera) | C | Billy Bonds     |
| 5  | Inghilterra (bandiera) | D | Alvin Martin    |
| 6  | Inghilterra (bandiera) | D | Bobby Moore     |
| 7  | Inghilterra (bandiera) | C | Martin Peters   |
| 8  | Inghilterra (bandiera) | C | Trevor Brooking |
| 9  | Inghilterra (bandiera) | A | Geoff Hurst     |
| 10 | Italia (bandiera)      | A | Paolo Di Canio  |
| 11 | Inghilterra (bandiera) | C | Alan Devonshire |

### Hammer of the Year
| Anno | Vincitore        |
| ---- | ---------------- |
| 1958 | Andy Malcolm     |
| 1959 | Ken Brown        |
| 1960 | Malcolm Musgrove |
| 1961 | Bobby Moore      |
| 1962 | Lawrie Leslie    |
| 1963 | Bobby Moore      |
| 1964 | Johnny Byrne     |
| 1965 | Martin Peters    |
| 1966 | Geoff Hurst      |
| 1967 | Geoff Hurst      |
| 1968 | Bobby Moore      |
| 1969 | Geoff Hurst      |
| 1970 | Bobby Moore      |

| Anno | Vincitore       |
| ---- | --------------- |
| 1971 | Billy Bonds     |
| 1972 | Trevor Brooking |
| 1973 | Pop Robson      |
| 1974 | Billy Bonds     |
| 1975 | Billy Bonds     |
| 1976 | Trevor Brooking |
| 1977 | Trevor Brooking |
| 1978 | Trevor Brooking |
| 1979 | Alan Devonshire |
| 1980 | Alvin Martin    |
| 1981 | Phil Parkes     |
| 1982 | Alvin Martin    |
| 1983 | Alvin Martin    |

| Anno | Vincitore       |
| ---- | --------------- |
| 1984 | Trevor Brooking |
| 1985 | Paul Allen      |
| 1986 | Tony Cottee     |
| 1987 | Billy Bonds     |
| 1988 | Stewart Robson  |
| 1989 | Paul Ince       |
| 1990 | Julian Dicks    |
| 1991 | Luděk Mikloško  |
| 1992 | Julian Dicks    |
| 1993 | Steve Potts     |
| 1994 | Trevor Morley   |
| 1995 | Steve Potts     |
| 1996 | Julian Dicks    |

| Anno | Vincitore           |
| ---- | ------------------- |
| 1997 | Julian Dicks        |
| 1998 | Rio Ferdinand       |
| 1999 | Shaka Hislop        |
| 2000 | Paolo Di Canio      |
| 2001 | Stuart Pearce       |
| 2002 | Sébastien Schemmel  |
| 2003 | Joe Cole            |
| 2004 | Matthew Etherington |
| 2005 | Teddy Sheringham    |
| 2006 | Daniel Gabbidon     |
| 2007 | Carlos Tévez        |
| 2008 | Robert Green        |
| 2009 | Scott Parker        |

| Anno | Vincitore        |
| ---- | ---------------- |
| 2010 | Scott Parker     |
| 2011 | Scott Parker     |
| 2012 | Mark Noble       |
| 2013 | Winston Reid     |
| 2014 | Mark Noble       |
| 2015 | Aaron Cresswell  |
| 2016 | Dimitri Payet    |
| 2017 | Michail Antonio  |
| 2018 | Marko Arnautović |
| 2019 | Łukasz Fabiański |
| 2020 | Declan Rice      |
| 2021 | Tomáš Souček     |
| 2022 | Declan Rice      |
| 2023 | Declan Rice      |

### Vincitori di titoli
Campioni del mondo
- Bobby Moore (Inghilterra 1966)
- Geoff Hurst (Inghilterra 1966)
- Martin Peters (Inghilterra 1966)

## Palmarès

### Competizioni nazionali
- Coppa d'Inghilterra: 3

1963-1964, 1974-1975, 1979-1980
- Community Shield: 1

1964
- Campionato inglese di seconda divisione: 2

1957-1958, 1980-1981
- Football League War Cup: 1

1939-1940

### Competizioni internazionali
- Coppa delle Coppe: 1

1964-1965
- Coppa Intertoto UEFA: 1  (record inglese condiviso con Aston Villa, Fulham e Newcastle)

1999
- UEFA Conference League: 1  (record condiviso con la Roma, l'Olympiacos e il Chelsea)

2022-2023

### Competizioni giovanili
- FA Youth Cup: 4

1962-1963, 1980-1981, 1998-1999, 2022-2023

## Statistiche e record

### Partecipazione ai campionati
| Livello | Categoria       | Partecipazioni | Debutto   | Ultima stagione | Totale |
| ------- | --------------- | -------------- | --------- | --------------- | ------ |
| 1º      | First Division  | 38             | 1923-1924 | 1991-1992       | 66     |
| 1º      | Premier League  | 28             | 1993-1994 | 2023-2024       | 66     |
| 2º      | Second Division | 28             | 1919-1920 | 1990-1991       | 32     |
| 2º      | First Division  | 2              | 1992-1993 | 2003-2004       | 32     |
| 2º      | Championship    | 2              | 2004-2005 | 2011-2012       | 32     |

### Partecipazione alle competizioni internazionali
| Competizione                  | Partecipazioni | Debutto   | Ultima stagione |
| ----------------------------- | -------------- | --------- | --------------- |
| Coppa UEFA / Europa League    | 6              | 1999-2000 | 2023-2024       |
| UEFA Europa Conference League | 1              | 2022-2023 | 2022-2023       |
| Coppa delle Coppe UEFA        | 4              | 1960-1961 | 1980-1981       |
| Coppa Intertoto UEFA          | 1              | 1999      | 1999            |

## Tifoseria

### Gemellaggi e rivalità
Come ogni altra squadra di calcio, anche il West Ham ha delle rivalità particolarmente accese. Sono sentitissime le gare con le altre squadre londinesi, in particolare quelle con Chelsea e Tottenham. Molto accesa è anche la rivalità con il Manchester United (squadra del resto osteggiata da molti). La rivalità per eccellenza degli Hammers è comunque quella con il Millwall.
I tifosi di West Ham e Millwall si sono reciprocamente odiati per decenni, e quest'odio è spesso culminato con delle vere e proprie guerriglie tra le bande hooligan più accese. Quella che era cominciata come una fiera rivalità tra una squadra di costruttori di navi e una di operai portuali si è trasformata in aperta ostilità durante lo Sciopero Generale del maggio 1926. In quell'occasione, tutti gli operai dei Royal Docks, sulla sponda nord del Tamigi (ossia la zona del West Ham) fecero sciopero, mentre i portuali dei Millwall Docks e del porto del Surrey continuarono a lavorare. Quel conflitto tra operai in sciopero e crumiri si trasferì sui campi da calcio, infiammando la rivalità tra le due squadre.
Tra gli anni settanta e gli anni ottanta una delle componenti più violente della sua tifoseria, denominata Inter City Firm, si rese protagonista di durissimi scontri con gang legate a squadre rivali.
Ormai da anni i tifosi del West Ham hanno un gemellaggio ufficiale con i tifosi italiani della Lazio, gemellaggio nato quando alcuni tifosi del West Ham hanno incontrato in una vacanza dei tifosi della Lazio, è un gemellaggio molto sentito, soprattutto perché uno dei giocatori storici e amato dal tifosi del West Ham, Paolo Di Canio, è stato calciatore e tuttora tifoso della Lazio.

## Organico

### Rosa 2025-2026
Aggiornata al 16 agosto 2025.
| N. |                        | Ruolo | Calciatore              |
| -- | ---------------------- | ----- | ----------------------- |
| 1  | Danimarca (bandiera)   | P     | Mads Hermansen          |
| 2  | Inghilterra (bandiera) | D     | Kyle Walker-Peters      |
| 3  | Inghilterra (bandiera) | D     | Max Kilman              |
| 5  | Marocco (bandiera)     | D     | Nayef Aguerd            |
| 7  | Paesi Bassi (bandiera) | A     | Crysencio Summerville   |
| 8  | Inghilterra (bandiera) | C     | James Ward-Prowse       |
| 9  | Inghilterra (bandiera) | A     | Callum Wilson           |
| 10 | Brasile (bandiera)     | C     | Lucas Paquetá           |
| 11 | Germania (bandiera)    | A     | Niclas Füllkrug         |
| 12 | Senegal (bandiera)     | D     | El Hadji Malick Diouf   |
| 15 | Grecia (bandiera)      | D     | Kōnstantinos Mavropanos |
| 17 | Brasile (bandiera)     | C     | Luis Guilherme          |
| 19 | Messico (bandiera)     | D     | Edson Álvarez           |

| N. |                           | Ruolo | Calciatore              |
| -- | ------------------------- | ----- | ----------------------- |
| 20 | Inghilterra (bandiera)    | A     | Jarrod Bowen (capitano) |
| 21 | Inghilterra (bandiera)    | P     | Wes Foderingham         |
| 22 | Costa d'Avorio (bandiera) | A     | Maxwel Cornet           |
| 23 | Francia (bandiera)        | P     | Alphonse Areola         |
| 24 | Argentina (bandiera)      | C     | Guido Rodríguez         |
| 25 | Francia (bandiera)        | D     | Jean-Clair Todibo       |
| 28 | Rep. Ceca (bandiera)      | C     | Tomáš Souček            |
| 29 | Inghilterra (bandiera)    | D     | Aaron Wan-Bissaka       |
| 30 | Inghilterra (bandiera)    | C     | Oliver Scarles          |
| 32 | Inghilterra (bandiera)    | C     | Freddie Potts           |
| 33 | Italia (bandiera)         | D     | Emerson Palmieri        |
| 39 | Scozia (bandiera)         | C     | Andy Irving             |